# 光 (2017年電影)
《光》（日语：光；英语：Radiance）是一部由河濑直美执导的日本电影，于2017年5月27日在日本上映。该影片入选2017年戛纳电影节主竞赛单元，并获得了天主教人道精神奖。

## 剧情
在一家专门为电影制作音频以服务视障者的公司中，一位音频录制者（水崎绫女 饰）认识了一位曾经一度成功，但如今正渐渐失去视力的摄影师（永濑正敏 饰）。随着两个人日益熟悉，他们开始了解对方的生活和工作，并学会以新的方式看待世界。

## 人物
- 永濑正敏 饰 中森雅哉
- 水崎绫女 饰 尾崎美佐子
- 大塚千弘
- 白川和子
- 藤龙也

## 评价
据烂番茄网站的资料显示，在影片获得的20条评论中，正面评价占55％，平均得分为6.1/10。在Metacritic网站上，影片得到的评价褒贬不一，共计5条评论数据显示，影片的加权平均分为52/100。